# إدواردو غوتيريز (كاتب)
إدواردو غوتيريز (بالإسبانية: Eduardo Gutiérrez) هو كاتب أرجنتيني، ولد في 15 يوليو 1851 في بوينس آيرس في الأرجنتين، وتوفي في 2 أغسطس 1889.